# Erythroxylum urbani
Erythroxylum urbani är en tvåhjärtbladig växtart som beskrevs av Otto Eugen Schulz. Erythroxylum urbani ingår i släktet Erythroxylum och familjen Erythroxylaceae. Inga underarter finns listade i Catalogue of Life.